# Hüttenspiel
Das Hüttenspiel ist ein einfaches Würfelspiel mit einem einzelnen Würfel für beliebig viele Mitspieler. Das Spiel entstand wahrscheinlich zum Ende des 19. Jahrhunderts in Deutschland.
Für das Spiel werden Bierdeckel mit den Zahlen 1 bis 6 verwendet, alternativ werden für jeden Mitspieler die Zahlen 1 bis 6 mit Kreide direkt auf einen Holztisch geschrieben. Beim Sechserspiel werden dagegen pro Mitspieler sechs Spielmarken mit den Zahlen 1 bis 6 benötigt.

## Spielweise

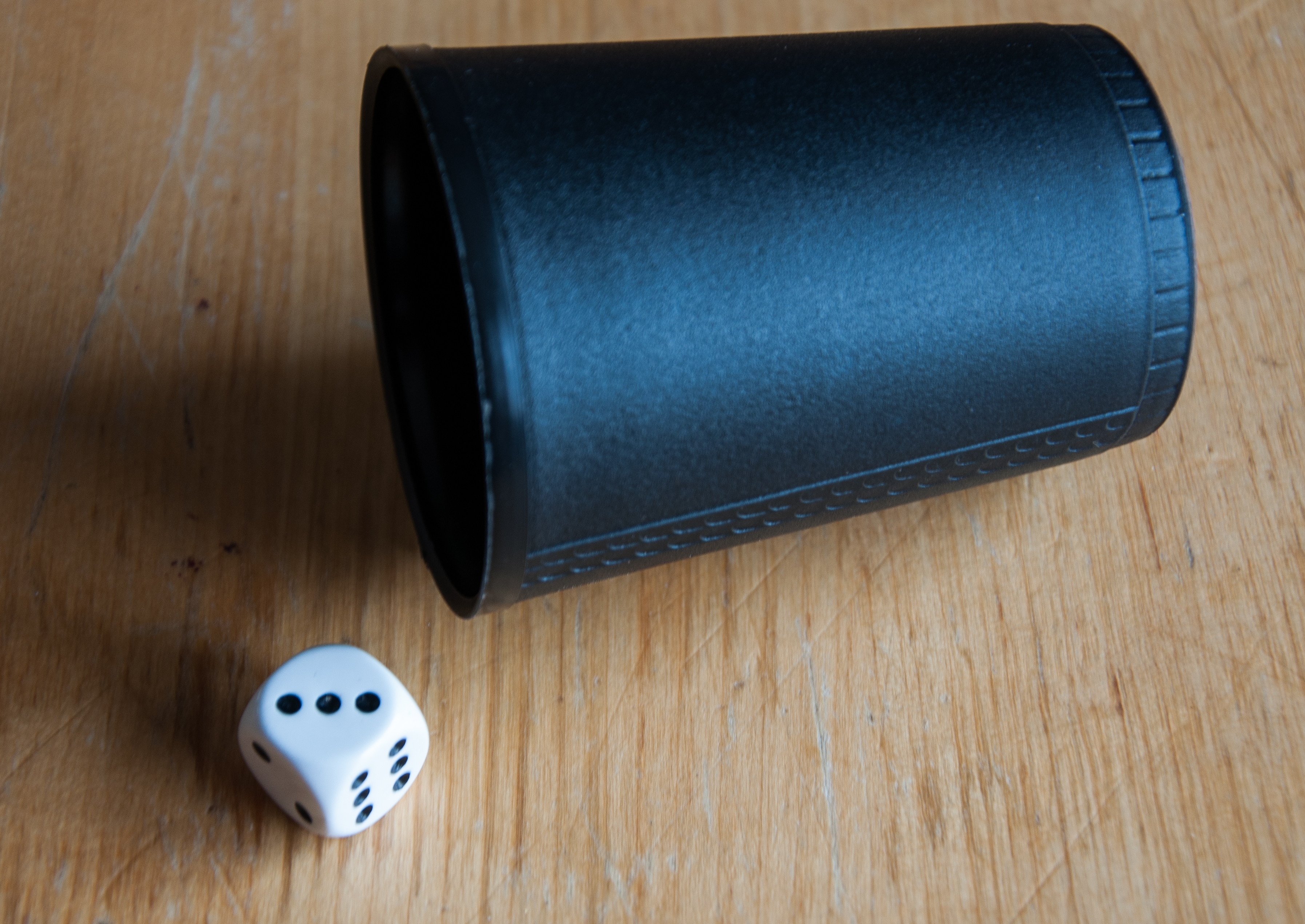
Das Sechserspiel wird mit einem einzelnen Würfel gespielt.

Das Hüttenspiel kann in verschiedenen Varianten gespielt werden und wurde teilweise auch kommerziell vertrieben.

### Grundregeln
Bei der Standardvariante des Spiels werden fünf Bierdeckel mit den Zahlen 1 bis 5 in Kreisform in die Mitte eines Tisches platziert, ein weiterer Bierdeckel mit der 6 bildet das Zentrum. Zudem bekommt jeder Spieler sechs Spielchips. Der Startspieler wird ausgelost und beginnt mit dem Würfeln; als Startspieler darf er nur maximal drei Chips verteilen, alle nachfolgenden Spieler können so lange Chips legen, wie dies möglich ist. Beim ersten Wurf platziert der Spieler einen Chip auf den Bierdeckel mit der geworfenen Augenzahl und würfelt ein weiteres Mal. Ab dem zweiten Wurf kann er entweder einen Wert würfeln, auf dessen Bierdeckel bereits ein Chip liegt, oder einen, dessen Deckel noch leer ist. Im ersten Fall muss der Spieler den dort liegenden Chip nehmen und die Würfel an den nächsten Spieler weitergeben. Im zweiten Fall kann er einen Chip auf den leeren Deckel legen und weiter würfeln. Eine Ausnahme bildet die 6: Würfelt ein Spieler eine 6, kann er immer einen Chip auf den Deckel legen, alle Chips auf dem Feld bleiben liegen bis zum Ende der Runde. Gewinner der Runde ist der Spieler, der zuerst alle Chips abgeben konnte. Vor der nächsten Runde wird nur der Bierdeckel mit der 6 entleert und alle Mitspieler bekommen zu den noch vor ihnen liegenden Chips sechs neue hinzu. Der neue Startspieler ist der Spieler mit den meisten Chips. Häufig muss dieser schlechteste Spieler vor der nächsten Spielrunde eine Getränkerunde spendieren oder einen anderen Beitrag leisten.

### Varianten
Für eine ebenfalls häufige Variante des Hüttenspiels werden die Zahlen 1 bis 6 für jeden Mitspieler mit Kreide direkt vor ihm auf den Spieltisch geschrieben. Bei dem Spiel wird reihum je einmal gewürfelt. Wenn ein Spieler eine Augenzahl würfelt, wird diese auf dem Tisch vor ihm weggewischt. Würfelt er in den nächsten Runden erneut die Augenzahl, wischt er die entsprechende Zahl seines rechten und später auch des linken Nachbarn weg. Sind sowohl die eigene Zahl wie auch die der beiden Nachbarn entfernt, muss er das diese bei sich selber neu aufschreiben. Gewonnen hat der Spieler, bei dem zuerst alle Zahlen entfernt wurden.
Beim Sechserspiel benötigt jeder Mitspieler sechs Spielmarken, die mit Zahlen von 1 bis 6 durchnummeriert sind (Pappplättchen oder -chips), diese werden mit der Zahl nach oben vor dem Spieler platziert. Statt die Zahlen zu entfernen, werden die Plättchen umgedreht, ansonsten entspricht das Spiel dem Hüttenspiel.
Weitere Varianten oder Ableger des Spiels sind etwa das Würfelspiel Zeppelin mit einer Zeppelinzeichnung sowie die Spinne und der Schluckhansel, die mit zwei Würfeln gespielt werden.

## Belege
1. ↑  „Zeittafel der Würfelspiele“. In: Hugo Kastner: Die große Humboldt Enzyklopädie der Würfelspiele. Humboldts Verlags GmbH, Baden Banden 2007; S. 39. ISBN 978-3-89994-087-9
2. 1 2  „Hüttenspiel“. In: Hugo Kastner: Die große Humboldt Enzyklopädie der Würfelspiele. Humboldts Verlags GmbH, Baden Banden 2007; S. 104. ISBN 978-3-89994-087-9
3. ↑  „Das Hüttenspiel“ In: Friedrich Pruss: Würfelspiele. Falken Verlag, Niedernhausen 1998; S. 13. ISBN 3-635-60129-2.
4. ↑  „Das Sechserspiel“ In: Erhard Gorys: Das Buch der Spiele. Manfred Pawlak Verlagsgesellschaft, Herrsching o. J.; S. 404.
5. ↑  „Hansel, Spinne, Zeppelin“. In: Hugo Kastner: Die große Humboldt Enzyklopädie der Würfelspiele. Humboldts Verlags GmbH, Baden Banden 2007; S. 106–107. ISBN 978-3-89994-087-9